# Bronto Skylift

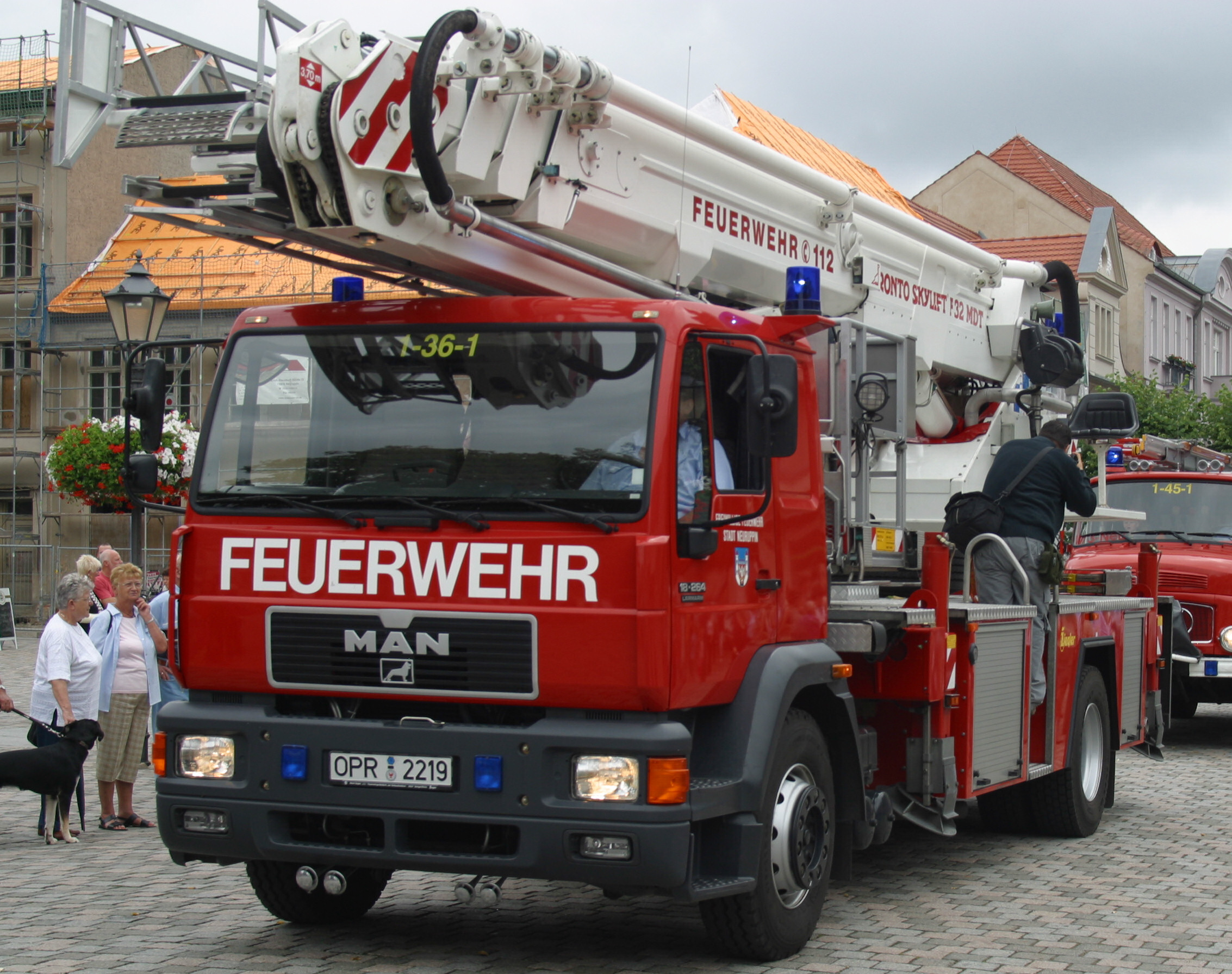
Bronto Skylift F32 MDT als TM32 der Freiwilligen Feuerwehr Neuruppin

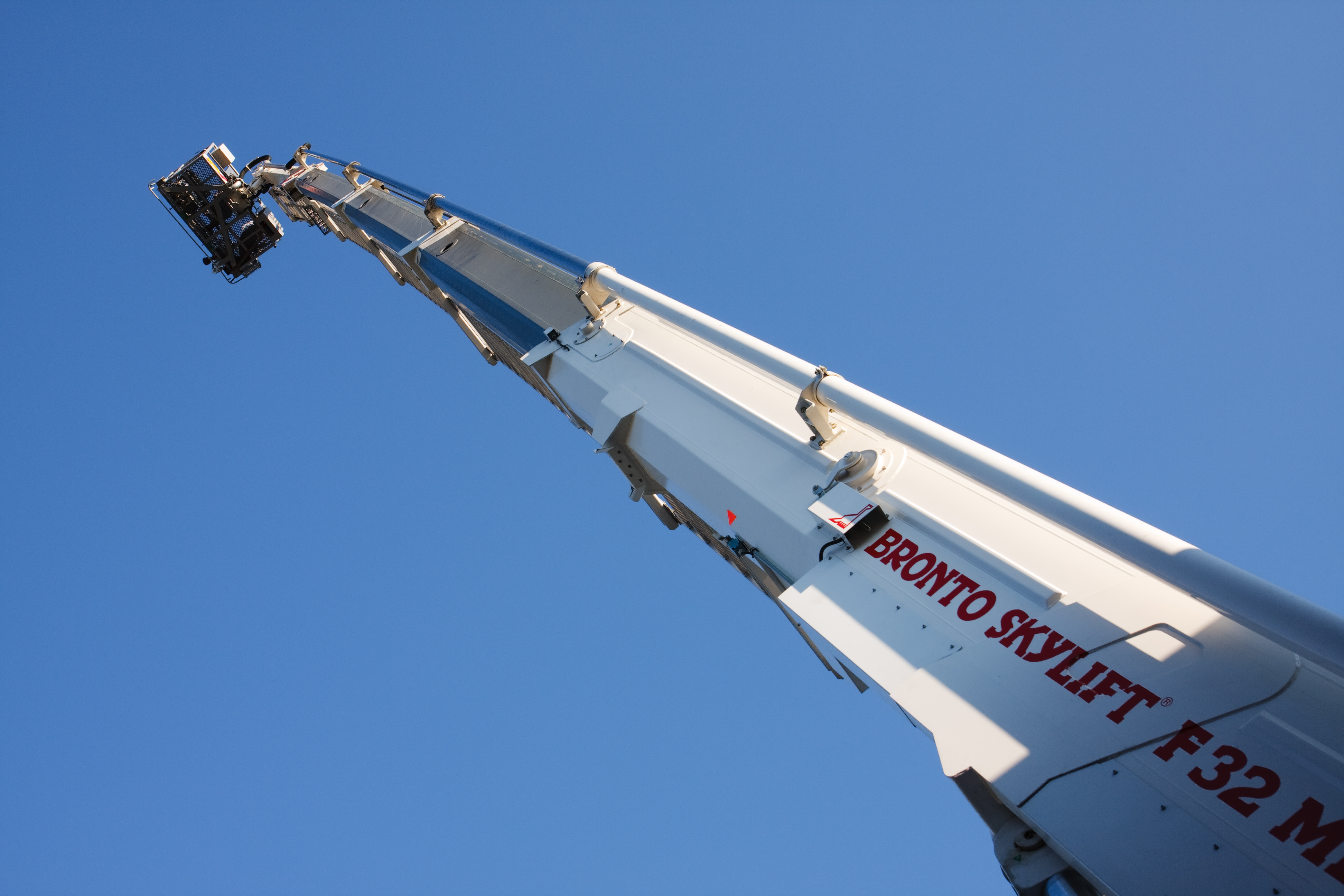
Ausgefahrener Teleskoparm eines Bronto Skylift

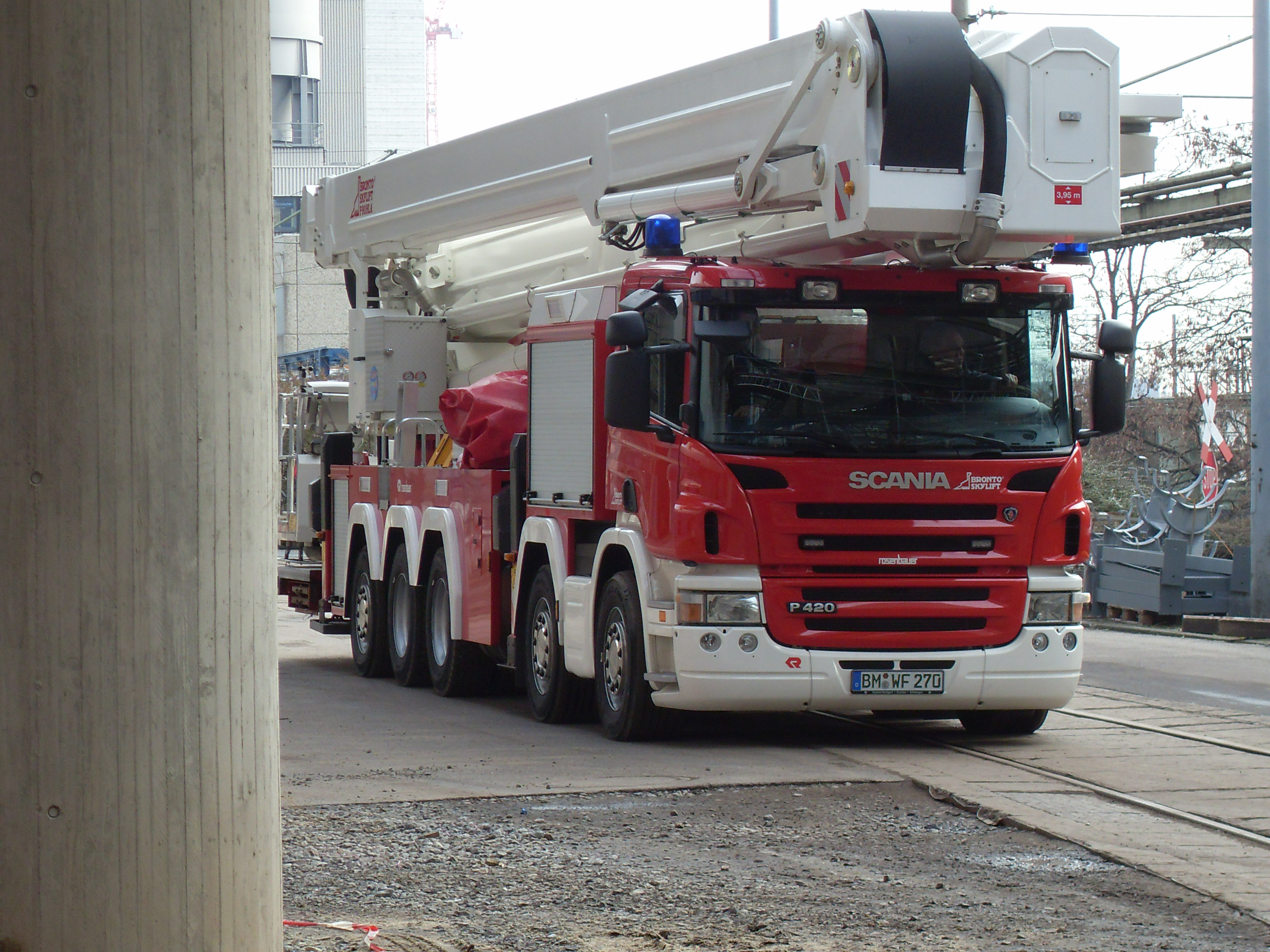
Die größte Hubrettungsbühne Westeuropas, ein F 90 HLA der RWE POWER Köln

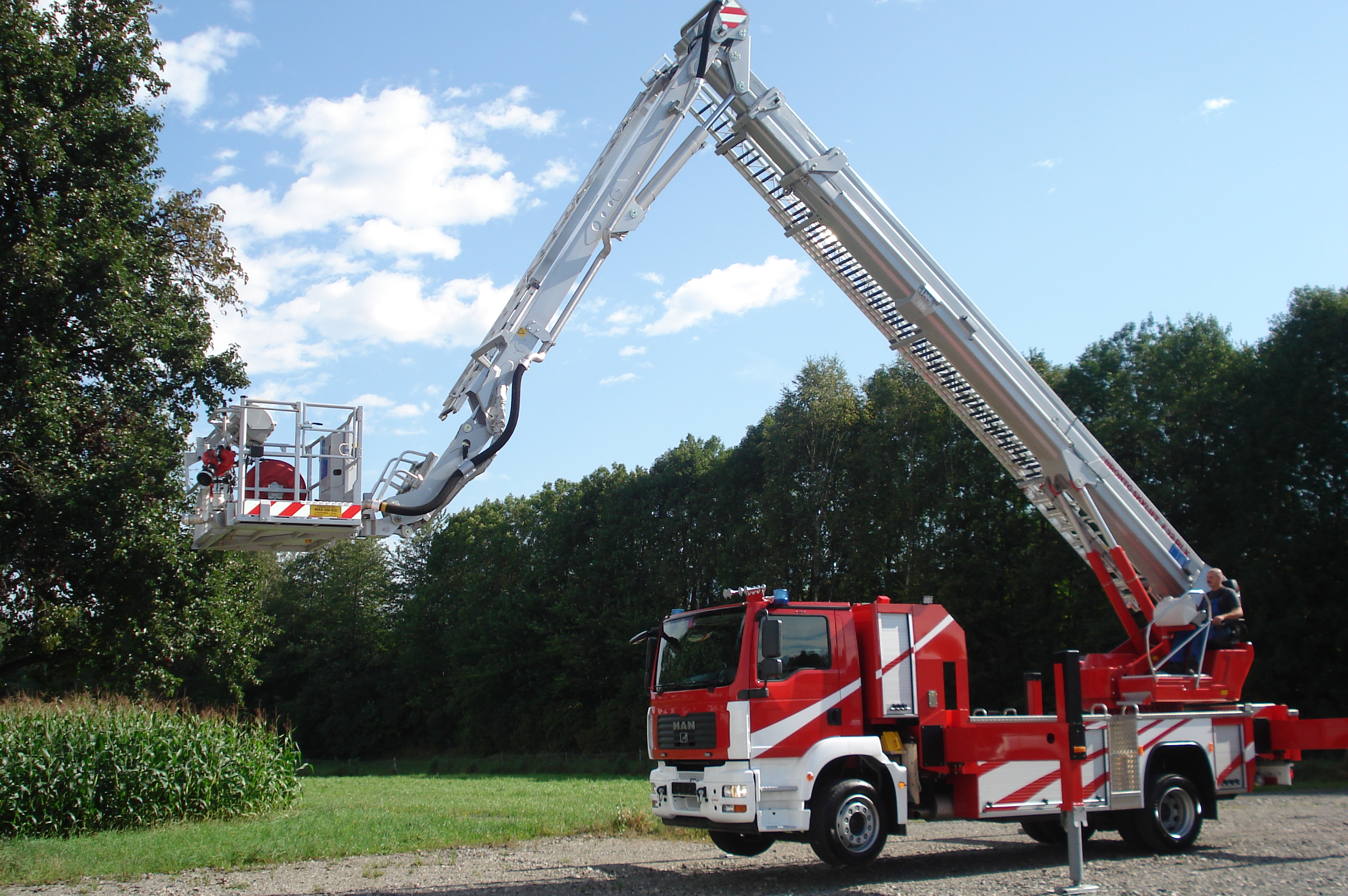
F 32 RLX auf einem MAN TG-M Fahrgestell

Bronto Skylift ist ein finnischer Hersteller für Hubrettungs- und Hubarbeitsbühnen. Die Firma ist Weltmarktführer mit über 6.700 ausgelieferten Fahrzeugen in mehr als 120 Ländern seit ihrer Gründung. Seit dem Jahr 2010 hält das Unternehmen den Weltrekord für Feuerwehrbühnen auf einem Lkw-Fahrgestell mit 112 m Höhe.
Der Konzern hat seinen Sitz in Tampere. Geschäftsführer ist seit 2019 Lasse Orre, er ersetzt Harry Clayhills; der ehemalige Geschäftsführer Esa Peltola wurde im Jahr 2015 pensioniert.
Anfang 2016 wurde Bronto Skylift von dem bisherigen Besitzer Federal Signal, an den japanischen Marktführer für Feuerwehrtechnik Morita Holdings Corporation verkauft.

## Unternehmensstruktur
Von 1995 bis März 2016 war die Bronto Skylift OY AB Bestandteil der Federal Signal Corporation, Oak Brook, IL. Seit März 2016 ist Bronto Skylift OY AB ein Bestandteil der Morita Holdings Corporation, Osaka, Japan.
Das Unternehmen hat Tochtergesellschaften in der Schweiz, Deutschland, USA und Schweden.

## Geschichte
Das Unternehmen wurde 1938 durch K. Nummela Omnibusbau gegründet. Bronto lieferte 1961 ihre erste 2-armige Hubrettungsbühne an einen kommunalen Kunden aus. 1966 wird die erste dreiarmige Feuer- und Rettungsbühne ausgeliefert. Kunde ist die Täby Fire Brigade in Schweden. Das bis dahin auf Europa beschränkte Geschäft wird ab 1970 ausgeweitet. Erster Kunde war die Damascus Fire Brigade in Syrien, die eine Hubrettungsbühne kauft. Die Gründung der Firma Bronto Skylift in der heutigen Form erfolgte im Jahr 1972.
Im Jahre 1980 wird die mit 50 m Höhe damals weltweit höchste Arbeitsbühne präsentiert. Ihre erste Rettungsbühne mit Leiter lieferte Bronto 1985 an die Savonlinna Feuerwehr in Finnland. Ein Jahr später lieferte Bronto erstmals eine Feuer- und Rettungsbühne mit eigenem löschtechnischem Aufbau, an die Feuerwehr Athen. Der mit 50 Metern welthöchste Löschmast (WFT) wird 1987 an die KNPC Refinery Fire Brigade in Kuwait ausgeliefert. 1988 wurde der alte Weltrekord verbessert und eine 68 Meter hohe Feuer- und Rettungsbühne vorgestellt und erneut 1994 eine 72 Meter hohe Feuer- und Rettungsbühne. Im Jahr 2000 wurde der Weltrekord durch WUMAG elevant gebrochen mit einer 85 Meter hohen Hubarbeitsbühne. Noch im selben Jahr folgte Bronto mit einer Höhe von 88 Meter – 2002 auf 90 Meter verlängert. 2001 erweiterte Bronto die Rettungsleitern auf 42 m. 2005 wurde der inzwischen durch einen Mitbewerber gebrochene Weltrekord erneut erhöht – Bronto stellte mit der F 90 HLA die erste 90 m Hubrettungsbühne vor. Der kurz darauf von Ruthmanns TTS 1000 mit 100,4 m gebrochene Weltrekord wurde 2006 später von Bronto auf 101 m erweitert. Die Höhe wird ein Jahr später aber durch WUMAG elevant übertroffen, der Rekord lag nun bei der WT 1000 mit 102,5 m. Erst 2009 gelang es Bronto erneut den Weltrekord zu übertreffen. Die Bronto Skylift F 104 HLA als weltgrößte auf einem Straßen-Fahrgestell aufgebaute Bühne erreicht 104 m. 2010 wurde der Weltrekord für Arbeitsbühnen, anlässlich der Interschutz in Leipzig, nochmals deutlich auf 112 m erweitert, beide Fahrzeuge können auch auf geländetaugliche Fahrgestelle aufgebaut werden.
2013 stellte Bronto Skylift seine neue Baureihe S-XR vor, zunächst mit Bauhöhen von 47,  56, und 63 m.
Die XR Baureihe wurde auf der Interschutz 2015 als Feuerwehrbaumuster, mit der FL 45 XR und der FL 60 XR, präsentiert.
Die FL 60 XR ist die höchste derzeit mit Rettungsleiter erhältliche Hubrettungsbühne.
Im Laufe der Zeit wurden die Markennamen K.NUMMELA, NUMMELA SKY-LIFT, BRONTO, SKY-LIFT,  LEBO, WIBE, KEIRALIFT, BRONTO SAURUS verwendet.